# Salto do Itararé
Salto do Itararé är en kommun i Brasilien.   Den ligger i delstaten Paraná, i den södra delen av landet, 900 km söder om huvudstaden Brasília. Antalet invånare är 5 178.
Trakten runt Salto do Itararé består i huvudsak av gräsmarker. Runt Salto do Itararé är det ganska glesbefolkat, med 26 invånare per kvadratkilometer.